# Cantonul Limogne-en-Quercy
Cantonul Limogne-en-Quercy este un canton din arondismentul Cahors, departamentul Lot, regiunea Midi-Pyrénées, Franța.

## Comune
- Beauregard
- Calvignac
- Cénevières
- Concots
- Laramière
- Limogne-en-Quercy (reședință)
- Lugagnac
- Promilhanes
- Saillac
- Saint-Martin-Labouval
- Varaire
- Vidaillac